# نابزینیگویما
نابزینیگویما شهری در شهرستان پلا در استان بولکیمده در بورکینافاسوی غربی مرکزی است جمعیت آن ۹۲۳ نفر است.